# Katrine Evelyn Jensen
Katrine Evelyn Jensen (født 27. december 1996 i Hadsund) er en dansk ungdomspolitiker, som siden 29. maj 2022 har været forbundsformand for DSU (Danmarks Socialdemokratiske Ungdom).
Hun blev valgt på DSU's 44. kongres, der blev afholdt 27.-29. maj 2022 i Vejen Idrætscenter. Før hun tiltrådte som forbundsformand var hun i perioden 2020-2022 næstformand for DSU. Hun har også siddet i DSU's forretningsudvalg. 
Evelyn Jensen er uddannet jurist.